# Silvia Njirić
Silvia Njirić (Zagreb, 9. srpnja 1993.), hrvatska je tenisačica iz Zagreba.

## Životopis
Početkom rujna 2019.  pobijedila je na ITF-ovom turniru u Vrnjačkoj Banji koji se je igrao na zemljanoj podlozi. U završnici je pobijedila 6. nositeljicu, Rumunjku Oanu Gavrile (656. na WTA listi) sa 6:0, 6:3. To je za Njirić bio sedmi naslov na Futuresima, prvi nakon Wirrala 2016. godine.
Potkraj listopada 2019. stigla je do naslova u konkurenciji parova na ITF turniru tenisačica u tuniškoj Tabarki koji se igrao na zemljanoj podlozi. U paru s b-h. tenisačicom Berberović pobijedile su u završnici par Ukrajinke Ganne Poznihirenko i Njemice Julyette Marije Josephine Steur sa 7:6(5), 6:4, što je Njirić bio 14. naslov u paru na Futuresima, a treći koji je osvojila igrajući s Berberović.
U Antalyji je došla do završnice ITF turnira na zemljanoj podlozi. U završnici parova igrajući s Talijankom Colmegnom izgubila je od Rumunjki Georgije Andree Craciun i Andree Prisacariu sa 7:5, 7:5. Na istom turniru igrala je završnicu protiv Ruskinje Valerije Oljanovskaje.

## Vanjske poveznice
- Profil na stranici WTA Toura (engl.)